# 新免宗貫
新免 宗貫（しんめん むねつら）は、戦国時代から江戸時代初期にかけての武将。美作国吉野郡下町村の竹山城を本拠地とする国人・新免氏の当主で、織田氏、宇喜多氏に属し、関ヶ原の戦い後は黒田氏に仕えて福岡藩士となる。父は新免宗貞。

## 生涯
生年は不明だが、美作国吉野郡下町村の竹山城を本拠地とする国人である新免宗貞の子として生まれる。
天正5年（1577年）、織田信長により羽柴秀吉に中国地方の攻略が命じられると、美作国の国人たちは織田氏と毛利氏のいずれに味方するかの決断を迫られることとなり、宗貫は羽柴秀吉に人質を差し出して、織田方に味方した。同年12月5日付けで羽柴秀吉から下村玄蕃助に宛てた書状において、この件が触れられており、史料上における宗貫の初見とされる。
織田氏に味方して以降の宗貫は秀吉と密に連絡を取り、山陽・山陰の情勢について把握していたことが、天正6年（1578年）7月16日付けの書状から判明している。また、新免氏は美作国において織田方の先鋒として毛利氏と対峙しており、毛利方に味方する美作国の国人である草苅氏が同年に播磨国佐用郡西河内に出陣した際には、美作国吉野郡の飛ヶ谷において草苅氏と交戦し、新免氏配下の春名氏が草苅氏の撃退に大きく貢献したため、8月1日に宗貫は春名重勝（三之丞）の武功を賞賛して感状を発給し、恩賞を与える旨を伝えている。
さらに、同年11月に新免氏の一族である新免無二斎を羽柴秀吉のもとに派遣して情勢を報告したが、その際に美作国吉野郡、播磨国佐用郡、因幡国八頭郡を与える旨の信長の朱印状を秀吉から与えられた。この朱印状は現存していないが、この後に新免氏が該当の郡に実効支配を展開したことを示す史料は見つかっていないため、新免氏を取り込むための空手形であったと考えられている。なお、同様の事例として、信長が浦上宗景に播磨国、備前国、美作国の支配権を与えたとみられる朱印状を発給した例があるが、こちらも実効支配を約束したものではなく、あくまで形式的なものだったとされる。
天正7年（1579年）6月、毛利方の美作国人である草苅景継が織田氏に内通した嫌疑により自害し、草苅氏は毛利氏に忠節を見せる必要に迫られたため、草苅景継の弟・草苅重久が吉野郡に侵攻し、織田方に属する新免氏が支配する村々に攻め込んだ。対する宗貫も軍勢を派遣し、吉野郡筏津村の姥ヶ原における合戦で草苅重久を討ち取った。
天正8年（1580年）4月28日、備前国の宇喜多直家による毛利方の垪和氏攻めに春名重勝が参陣し、河本又四郎を討ち取る武功を挙げたため、宗貫は5月5日に春名重勝の武功を賞賛して感状を発給し、恩賞を与えることを約束している。このことから、新免氏は毛利方から織田方に転じた宇喜多氏と連携して毛利方勢力と戦っていたことが分かる。
天正12年（1584年）に羽柴秀吉と毛利氏の和睦が成立し、宇喜多氏の領国が備前国、美作国、備中国東部に確定されると、新免氏は宇喜多氏の配下に組み込まれることとなった。なお、同年5月7日、宗貫の同族とみられる新免弥太郎父子を美作国勝田郡梶並において討ち取り、美作国吉野郡粟井庄の一円支配を実現した粟井三郎兵衛に対して宇喜多秀家が感状を発給していることから、この時期に新免氏と宇喜多氏の間で何か確執があった可能性が指摘されている。
その後、「浮田家分限帳」によると、宗貫は3600石を知行して宇喜多氏の家老を務める戸川達安のもとで組頭を務め、同族とみられる新免勝蔵も1320石を領している。宇喜多氏配下の者の多くは数十石から100石程度の知行である点から、宗貫が宇喜多氏家臣の中でも中核に位置していたことが窺われる。
天正20年（1592年）4月から始まる文禄・慶長の役においては戸川達安の与力として朝鮮半島に渡海している。同年12月18日に父・宗貞が死去したため、その後を継ぐ。
慶長4年（1599年）の宇喜多騒動で新免氏も一時的に宇喜多氏を去ったが、後に宇喜多氏に復帰して美作国吉野郡の吉野庄、讃甘庄、大野庄、大原庄、東粟倉庄、西粟倉庄で知行5000石を与えられた。
慶長5年（1600年）9月15日の関ヶ原の戦いでは宇喜多秀家の軍に属して戦ったが敗北し、全ての所領を失うこととなったため、宗貫は一部の家臣と共に筑前国福岡の大名となった黒田長政に仕え、林直利の組に属して2000石を与えられた。同族の新免無二斎が関ヶ原の戦い以前から黒田氏に仕えていたことから、その縁を頼ったものとみられる。
文献史料上は没年不明だが、享保4年（1719年）6月18日にかつての新免氏の居城であった竹山城下に居住していた新免家の人物が宗貫の100年忌として墓を建てていることから、元和5年（1619年）に死去したとする説がある。